# مناطق خودمختار چین
منطقه خودمختار (AR; چینی ساده: 自治区; چینی سنتی: 自治區; پین‌یین: zìzhìqū) یکی از سطح‌های درجه اول در تقسیمات جمهوری خلق چین است. در چین وضعیت مناطق خودمختار نیز مشابه استان است ولی یک منطقه خودمختار دارای دولت محلی با اختیارات بیشتری در حقوق قانونی است. منطقه خودمختار بالاترین سطح نهادهای مستقل اقلیتی در چین را داراست و به مناطقی با جمعیت خاصی از اقلیت‌های قومی اهدا شده.
مغولستان داخلی منطقه خودمختاری است که در سال ۱۹۴۷ تأسیس شد. پس از آن سین کیانگ در سال ۱۹۵۵ خودمختار گشت و گوانگشی و نینگ‌شیا در سال ۱۹۵۸ و تبت در سال ۱۹۶۵ خودمختاری یافتند. تعیین گوانگشی و نینگ‌شیا به عنوان مناطق بومی اقوام ژوانگ و هوئی موجب اعتراض مردم هان چینی که دو سوم از جمعیت هر منطقه را تشکیل می‌دادند، شد. مغولان هم حتی کمتر از یک درصد جمعیت مغولستان داخلی را تشکیل می‌دهند ولی به خاطر مشغول بودن به جنگ داخلی فرصت کمی برای اعتراض دیگر بومیان وجود داشت.

## فهرست مناطق خودمختار
| طراحی شده اقلیت | نام ترجمه‌شده                                              | چینی ساده‌شده پین‌یین                        | نام محلی همراه با تلفظ                                                             | مخفف                     | پایتخت                      |
| --------------- | --------------------------------------------------------- | ------------------------------------------ | ---------------------------------------------------------------------------------- | ------------------------ | --------------------------- |
| ژوانگ           | گوانگشی ناحیه خودمختار ژوانگ                              | 广西壮族自治区 Guǎngxī Zhuàngzú Zìzhìqū    | Gvangjish Bouxcuengh Swcigih (ژوانگی)                                              | 桂 Guì (GZAR)            | نان‌نینگ (南宁; Nanzningz)   |
| مغول            | ناحیه خودمختار مغولستان داخلی (ناحیه خودمختار Nei Mongol) | 内蒙古自治区 Nèi Měnggǔ Zìzhìqū            | ᠦᠪᠦᠷ ᠮᠣᠩᠭᠤᠯ ᠤᠨ ᠥᠪᠡᠷᠲᠡᠭᠡᠨ ᠵᠠᠰᠠᠬᠣ ᠣᠷᠣᠨ Öbür mongγol-un öbertegen zasaqu orun (مغولی) | 內蒙古 Nèi Měnggǔ (IMAR) | هوهوت (呼和浩特; ᠬᠥᠬᠡᠬᠣᠲᠠ)  |
| تبتی            | منطقه خودمختار تبت (Xizang Autonomous Region)             | 西藏自治区 Xīzàng Zìzhìqū                  | བོད་རང་སྐྱོང་ལྗོངས། Poi Ranggyong Jong (تبتی)                                            | 藏 Zàng (TAR)            | لهاسا (拉萨; ལྷ་ས།)          |
| اویغورها        | سین‌کیانگ ناحیه خودمختار اویغور                            | 新疆维吾尔自治区 Xīnjiāng Wéiwú'ěr Zìzhìqū | شینجاڭ ئۇیغۇر ئاپتونوم رایونی‎ Xinjang Uyĝur Aptonom Rayoni (اویغوری)               | 新 Xīn (XUAR)            | اورومچی (乌鲁木齐; ئۈرۈمچی‎) |
| هوئی            | نینگ‌شیا ناحیه خودمختار هوئی                               | 宁夏回族自治区 Níngxià Huízú Zìzhìqū       | هوئی‌ها به چینی صحبت می‌کنند.                                                        | 宁 Níng (NHAR)           | یینچوان (银川)              |

## آمار

### جمعیت
| ناحیه مدیریتی  | سهم از کشور (%) | سرشماری ۲۰۱۰ | سرشماری ۲۰۰۰ | سرشماری ۱۹۹۰ | سرشماری ۱۹۸۲ | سرشماری ۱۹۶۴ | سرشماری ۱۹۵۴ |
| -------------- | --------------- | ------------ | ------------ | ------------ | ------------ | ------------ | ------------ |
| گوانگشی        | ۳٫۵             | ۴۶٬۰۲۶٬۶۲۹   | ۴۳٬۸۵۴٬۵۳۸   | ۴۲٬۲۴۵٬۷۶۵   | ۳۶٬۴۲۰٬۹۶۰   | ۲۰٬۸۴۵٬۰۱۷   | ۱۹٬۵۶۰٬۸۲۲   |
| مغولستان داخلی | ۱٫۹             | ۲۴٬۷۰۶٬۳۲۱   | ۲۳٬۳۲۳٬۳۴۷   | ۲۱٬۴۵۶٬۷۹۸   | ۱۹٬۲۷۴٬۲۷۹   | ۱۲٬۳۴۸٬۶۳۸   | ۶٬۱۰۰٬۱۰۴    |
| نینگ‌شیا        | ۰٫۵             | ۶٬۱۷۶٬۹۰۰    | ۵٬۴۸۶٬۳۹۳    | ۴٬۶۵۵٬۴۵۱    | ۳٬۸۹۵٬۵۷۸    | *            | *            |
| تبت            | ۰٫۲             | ۳٬۰۰۲٬۱۶۶    | ۲٬۶۱۶٬۳۲۹    | ۲٬۱۹۶٬۰۱۰    | ۱٬۸۹۲٬۳۹۳    | ۱٬۲۵۱٬۲۲۵    | ۱٬۲۷۳٬۹۶۹    |
| سین‌کیانگ       | ۱٫۶             | ۲۱٬۸۱۳٬۳۳۴   | ۱۸٬۴۵۹٬۵۱۱   | ۱۵٬۱۵۵٬۷۷۸   | ۱۳٬۰۸۱٬۶۸۱   | ۷٬۲۷۰٬۰۶۷    | ۴٬۸۷۳٬۶۰۸    |

### ترکیب قومی مناطق خودمختار (%, ۲۰۰۰)
| ناحیه مدیریتی         | درصد بومیان ناحیه | درصد هان چینی | سومین گروه جمعیتی بزرگ |
| --------------------- | ----------------- | ------------- | ---------------------- |
| سین‌کیانگ (اویغور)     | ۴۵٫۲۱٪            | ۴۰٫۵۸٪        | ۶٫۷۴٪ (قزاق)           |
| تبت (تبتی)            | ۹۲٫۸٪             | ۶٫۱٪          | ۰٫۳۵٪ (هوئی)           |
| مغولستان داخلی (مغول) | ۱۷٫۱۳٪            | ۷۹٫۱۷٪        | ۲٫۱۴٪ (منچو)           |
| نینگ‌شیا (هوئی)        | ۳۳٫۹٪             | ۶۵٫۵٪         | ۱٫۱۶٪ (منچو)           |
| گوانگ‌شی (ژانگ)        | ۳۲٫۰٪             | ۶۲٫۰٪         | ۳٫۰٪ (یائو)            |